# ان‌جی‌سی ۷۰۵۷
ان‌جی‌سی ۷۰۵۷ (انگلیسی: NGC 7057) یک کهکشان بیضوی است که در فاصله ۲۳۰ میلیون سال نوری از زمین در صورت فلکی میکروسکوپ قرار دارد. کهکشان NGC 7057 توسط اخترشناس جان هرشل در ۲ سپتامبر ۱۸۳۶ کشف شد.